# Ithaca Hours
Ithaca Hours – waluta lokalna w miejscowości Ithaca w USA, uważana za pierwszą współczesną walutę lokalną, wzór dla wielu podobnych systemów na całym świecie.

## Historia
Podczas badań nad lokalnymi gospodarkami w 1989 Paul Glover napotkał XIX-wieczny banknot o nazwie "Hour" (ang. godzina) brytyjskiego przemysłowca Roberta Owena wydawany robotnikom jego firmy. Pracownicy mogli korzystać z tej formy płatności w zakładowym sklepie.
W maju 1991, po wywiadzie jakiego udzielił na temat systemu Ithaca, Paul Glover wykonał projekty banknotu 1 i półgodzinnego. Zdecydował, że każda godzina będzie równowartością 10 dolarów USA, co odpowiadało, w jego mniemaniu, właściwej wartości godziny pracy. Dokładny kurs wymiany miał być ustalany każdorazowo przez strony transakcji. Pierwszą osobą, która przystąpiła do systemu, był lokalny masażysta, a wkrótce potem do systemu dołączył pierwszy sklep.
Pierwsze banknoty zostały wydrukowane 16 października 1991, a pierwsza transakcja została przeprowadzona przez twórcę systemu 3 dni później.
W marcu 1999 firma zajmująca się obsługą systemu przekształciła się w Ithaca Hours, Inc.
Od 1991 obrót systemu sięgnął wielu milionów dolarów w banknotach systemu. Jedną z głównych funkcji Ithaca Hours jest promowanie lokalnego rozwoju ekonomicznego. Firmy, które otrzymują walutę w zamian za sprzedawane dobra i usługi, muszą wydać je na lokalnym rynku.